# Matías Canapino
Matías Canapino (Ituzaingó, Provincia de Buenos Aires, 30 de mayo de 2000) es un piloto argentino de automovilismo. Inició su carrera deportiva compitiendo en la divisional Junior de la Top Race en la que debutó en 2016, teniendo luego un breve paso por la divisional Series en la última fecha de 2018 y en la última de 2019.
En 2017 inició su trayectoria dentro de las categorías de la Asociación Corredores de Turismo Carretera, al debutar en el TC Pista Mouras al comando de un Chevrolet Chevy atendido por inicialmente por el equipo Benavídez Racing y luego por la escudería de su padre Alberto Canapino. A partir de allí comenzó su ascenso en las divisionales de ACTC, que incluyó participaciones en TC Mouras (entre 2018 y 2020) y el TC Pista (desde 2021 a la fecha). Más allá de su desempeño en las divisiones inferiores de ACTC, en 2018 tuvo su debut en la división principal en calidad de piloto invitado, al participar en la competencia de los 1000 km de Buenos Aires de Turismo Carretera, formando parte de la tripulación del Torino Cherokee #32 del piloto Nicolás Augusto González.
A la par de su carrera deportiva como piloto, supo también desarrollar funciones de asesor deportivo, siendo convocado en 2023 por la escudería Pro Racing Group de Turismo Competición 2000, además de haber dado asesoramiento deportivo para el piloto Juan Antonio Perea, dentro de la categoría TC Pick Up.

## Resumen de carrera
| Temporadas                           | Categorías                   | Equipos                         | Automóviles              | Carreras     | Victorias    | Podios       | PP           | VR           | Puntos       | Pos.         |
| ------------------------------------ | ---------------------------- | ------------------------------- | ------------------------ | ------------ | ------------ | ------------ | ------------ | ------------ | ------------ | ------------ |
| 2016                                 | Top Race Junior              | SDE (tercerizado)               | Chevrolet Cruze Junior   | 6            | 0            | 0            | 0            | 1            | 39.00        | 10.º         |
| 2017                                 | TC Pista Mouras              | Benavidez Racing                | Chevrolet Chevy          | 4            | 0            | 0            | 0            | 0            | 267.00       | 15.º         |
| 2017                                 | TC Pista Mouras              | Jet Racing                      | Chevrolet Chevy          | 7            | 0            | 1            | 1            | 0            | 267.00       | 15.º         |
| 2018                                 | TC Mouras                    | Edimax Racing                   | Chevrolet Chevy          | 7            | 0            | 0            | 0            | 0            | 101.00       | 30.º         |
| 2018                                 | Buenos Aires 1000 de TC      | AyP Competición                 | Torino Cherokee          | 1            | 0            | 0            | 0            | 0            | 0.00         | Inv.         |
| 2018                                 | Top Race Series              | Azar Motorsport                 | Mercedes-Benz CLA Series | 1            | 0            | 0            | 0            | 0            | 8.00         | 19.º         |
| 2019                                 | TC Mouras                    | Benavidez Racing                | Torino Cherokee          | 1            | 0            | 0            | 0            | 0            | 15.50        | 34.º         |
| 2019                                 | Top Race Series              | Fiat Racing Team                | Fiat Cronos Series       | 1            | 0            | 0            | 0            | 0            | 1.00         | 27.º         |
| 2020                                 | TC Mouras                    | Cordich Competición             | Chevrolet Chevy          | 8            | 0            | 1            | 0            | 0            | 208.00       | 10.º         |
| 2021                                 | TC Pista                     | RUS Med Team by Cordich         | Chevrolet Chevy          | 14           | 1            | 2            | 0            | 0            | 371.25       | 13.º         |
| 2022                                 | TC Pista                     | Sportteam                       | Chevrolet Chevy          | 15           | 0            | 2            | 0            | 0            | 397.75       | 6.º          |
| 2022                                 | Clase 3 del Turismo Nacional | M3 Racing Team                  | Chevrolet Cruze II       | 1            | 0            | 0            | 0            | 0            | 0.00         | Inv.         |
| 2023                                 | TC Pista                     | RUS Med Team                    | Chevrolet Chevy          | 15           | 0            | 0            | 0            | 0            | 320.25       | 11.º         |
| 2023                                 | TC Pista                     | RUS Med Team                    | Torino Cherokee          | 2            | 0            | 0            | 0            | 0            | 320.25       | 11.º         |
| 2024                                 | TC Pista                     | RUS Med Team                    | Chevrolet Chevy          | 15           | 1            | 2            | 3            | 1            | 430.75       | 5.º          |
| 2024                                 | Clase 3 del Turismo Pista    | RUS Med Team Febase Performance | Chevrolet Onix           | 5            | 0            | 1            | 0            | 0            | 108          | 17º          |
| Fuente:                              | [ 9 ] [ 10 ]                 | [ 9 ] [ 10 ]                    | [ 9 ] [ 10 ]             | [ 9 ] [ 10 ] | [ 9 ] [ 10 ] | [ 9 ] [ 10 ] | [ 9 ] [ 10 ] | [ 9 ] [ 10 ] | [ 9 ] [ 10 ] | [ 9 ] [ 10 ] |
| Letra en cursiva: Temporada en curso |                              |                                 |                          |              |              |              |              |              |              |              |

## Resultados

### TC Pista Mouras
| Temporadas       | Temporadas      | Fechas | Fechas | Fechas | Fechas | Fechas | Fechas | Fechas | Fechas | Fechas | Fechas | Fechas | Fechas | Fechas | Fechas | Fechas | Posiciones finales |
| Equipo           | Automóvil       | Fechas | Fechas | Fechas | Fechas | Fechas | Fechas | Fechas | Fechas | Fechas | Fechas | Fechas | Fechas | Fechas | Fechas | Fechas | Posiciones finales |
| ---------------- | --------------- | ------ | ------ | ------ | ------ | ------ | ------ | ------ | ------ | ------ | ------ | ------ | ------ | ------ | ------ | ------ | ------------------ |
| 2017             | 2017            | 01     | 02     | 03     | 04     | 05     | 06     | 07     | 08     | 09     | 10     | 11     | 12     | 13     | 14     | 15     | 15.º (267 puntos)  |
| Benavidez Racing | Chevrolet Chevy |        |        |        |        | 6      | 5      | 28     | 18     |        |        |        |        |        |        |        | 15.º (267 puntos)  |
| Jet Racing       | Chevrolet Chevy |        |        |        |        |        |        |        |        | 8      | 7      | 2      | 20     | 9      | 16     | 15     | 15.º (267 puntos)  |
| Fuentes:         | Fuentes:        |        |        |        |        | [ 11 ] | [ 12 ] | [ 13 ] | [ 14 ] | [ 15 ] | [ 16 ] | [ 17 ] | [ 18 ] | [ 19 ] | [ 20 ] | [ 21 ] | [ 22 ]             |

### TC Mouras
| Temporadas          | Temporadas      | Fechas | Fechas | Fechas | Fechas | Fechas | Fechas | Fechas | Fechas | Fechas | Fechas | Fechas | Fechas | Fechas | Fechas | Fechas | Fechas | Posiciones finales   |
| Equipo              | Automóvil       | Fechas | Fechas | Fechas | Fechas | Fechas | Fechas | Fechas | Fechas | Fechas | Fechas | Fechas | Fechas | Fechas | Fechas | Fechas | Fechas | Posiciones finales   |
| ------------------- | --------------- | ------ | ------ | ------ | ------ | ------ | ------ | ------ | ------ | ------ | ------ | ------ | ------ | ------ | ------ | ------ | ------ | -------------------- |
| 2018                | 2018            | 01     | 02     | 03     | 04     | 05     | 06     | 07     | 08     | 09     | 10     | 11     | 12     | 13     | 14     | 15     |        | 30.º (101.00 puntos) |
| Edimax Racing       | Chevrolet Chevy |        | 32     | 20     | 29     |        |        |        |        |        |        | 10     | 19     |        | 23     | 23     |        | 30.º (101.00 puntos) |
| Fuentes:            | Fuentes:        |        | [ 23 ] | [ 24 ] | [ 25 ] |        |        |        |        |        |        | [ 26 ] | [ 27 ] |        | [ 28 ] | [ 29 ] |        | [ 30 ]               |
|                     |                 |        |        |        |        |        |        |        |        |        |        |        |        |        |        |        |        |                      |
| 2019                | 2019            | 01     | 02     | 03     | 04     | 05     | 06     | 07     | 08     | 09     | 10     | 11     | 12     | 13     | 14     | 15     | 16     | 34.º (15.50 puntos)  |
| Benavídez Racing    | Torino Cherokee |        | 20     |        |        |        |        |        |        |        |        |        |        |        |        |        |        | 34.º (15.50 puntos)  |
| Fuentes:            | Fuentes:        |        | [ 31 ] |        |        |        |        |        |        |        |        |        |        |        |        |        |        | [ 32 ]               |
|                     |                 |        |        |        |        |        |        |        |        |        |        |        |        |        |        |        |        |                      |
| 2020                | 2020            | 01     | 01     | 02     | 02     | 03     | 03     | 04     | 04     | 05     | 05     | 06     | 06     | 07     | 07     | 08     | 09     | 10.º (208.00 puntos) |
| Cordich Competición | Chevrolet Chevy | 16     | 16     | 3      | 3      | 11     | 11     | SV     | SV     | 27     | 27     | 4      | 4      | 28     | 28     | 14     | 5º     | 10.º (208.00 puntos) |
| Fuentes:            | Fuentes:        |        |        |        |        |        |        |        |        |        |        |        |        |        |        |        |        | [ 33 ]               |

### Top Race Junior
| Temporadas      | Temporadas             | Fechas | Fechas | Fechas | Fechas | Fechas | Fechas | Fechas | Fechas | Fechas | Fechas | Fechas | Posiciones finales |
| Equipo          | Automóvil              | Fechas | Fechas | Fechas | Fechas | Fechas | Fechas | Fechas | Fechas | Fechas | Fechas | Fechas | Posiciones finales |
| --------------- | ---------------------- | ------ | ------ | ------ | ------ | ------ | ------ | ------ | ------ | ------ | ------ | ------ | ------------------ |
| 2016            | 2016                   | 01     | 02     | 03     | 04     | 05     | 06     | 07     | 08     | 09     | 10     | 11     | 10.º (39 puntos)   |
| Canapino by SDE | Chevrolet Cruze Junior | NP     | NP     | NP     | NP     | 7º     | NP     | 7º     | 5º     | 4º     | 19     | 7º     | 10.º (39 puntos)   |
| Fuentes:        | Fuentes:               |        |        |        |        | [ 34 ] |        | [ 35 ] | [ 36 ] | [ 37 ] | [ 38 ] | [ 39 ] | [ 40 ]             |

## Vida personal
Entre sus relaciones, Matías era hijo del fallecido preparador de automóviles Alberto Canapino y es el hermano menor del también piloto y múltiple campeón Agustín Canapino.
A pesar de que su familia es procedente de la ciudad de Arrecifes, Matías nació en la localidad de Ituzaingó, donde durante los años 2000 se encontraba el taller de trabajo de su padre. Sus primeros 16 años los vivió en esa localidad, tras los cuales se trasladó junto a todo el equipo de su padre hasta Arrecifes, donde reside en la actualidad.